# Prosoplus flavoguttatus
Prosoplus flavoguttatus là một loài bọ cánh cứng trong họ Cerambycidae.